# Acanthocalycium thionanthum subsp. ferrarii
Acanthocalycium thionanthum subsp. ferrarii es una subespecie de planta suculenta perteneciente al género Acanthocalycium, dentro de la familia Cactaceae. Es una subespecie de Acanthocalycium thionanthum y es endémica del noroeste de Argentina (Tucumán). 

## Descripción
Acanthocalycium thionanthum subsp. ferrarii crece generalmente de forma solitaria, con tallos esféricos o cilíndricos de color verde que alcanzan un diámetro de hasta 12 cm. 

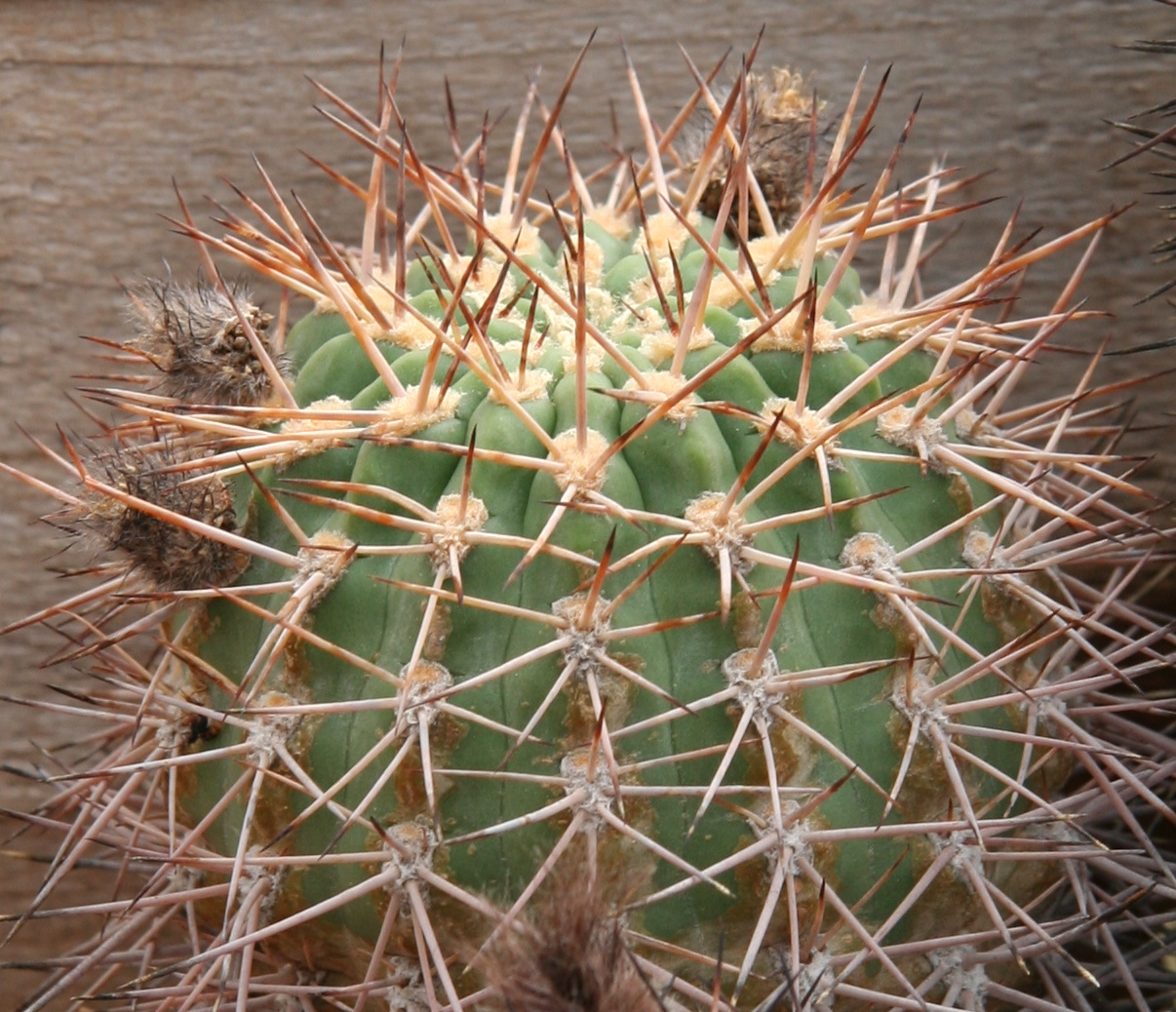
Detalle de las espinas

Presentan hasta 18 costillas redondeadas que están ligeramente hinchadas alrededor de las areolas, las cuales son ovaladas y de color blanquecino. Tienen espinas en su mayoría rectas, son de color cuerno a marrón y tienen forma de lezna. Entre ellas se distinguen de 1 a 4 espinas centrales que miden hasta 1,5 cm de largo, y de 7 a 9 espinas radiales que miden hasta 2 cm de largo.
Las flores son de color amarillo a rojo anaranjado o carmín, miden hasta 5,5 cm de largo y tienen un diámetro de 5 cm. Los frutos son ovalados, miden hasta 1 cm de largo y hasta 0,8 cm de ancho.

## Distribución
El área de distribución nativa de esta subespecie es el noroeste de Argentina (concretamente en la provincia de Tucumán) y crece principalmente en biomas desérticos o de matorrales secos, entre los 2000 y 2300 metros de altitud.

## Taxonomía
La primera descripción de esta subespecie fue como Acanthocalycium ferrarii, publicada en 1976 por el botánico austriaco Walter Rausch y publicado en la revista científica Succulenta (Netherlands) 55: 82.
Más tarde, el botánico Boris O. Schlumpberger catalogó la especie como una subespecie de Acanthocalycium thionanthum, por lo que pasó a llamarse Acanthocalycium thionanthum subsp. ferrarii. Registró estos cambios en la revista científica Willdenowia. Mitteilungen aus dem Botanischen Garten und Museum Berlin-Dahlem 51: 264, publicada el año 2021.
Etimología
- Acanthocalycium: nombre genérico que proviene del griego akantha (que significa ‘espinoso’) y kalyx (que significa ‘yemas’), haciendo referencia a las espinas de los tubos florales.
- thionanthum: epíteto específico que deriva de las palabras griegas theion (que significa ‘azufre’) y anthos (que significa ‘flor’), haciendo referencia al color amarillo de sus flores.
- ferrarii: epíteto específico otorgado en honor al ingeniero agrónomo y recolector de cactus argentino Omar Ferrari.[4]

Sinonimia
- Acanthocalycium ferrarii Rausch (1976) (basónimo)
- Acanthocalycium thionanthum var. munitum (Rausch) J.G.Lamb. (1998)
- Acanthocalycium variiflorum Backeb. (1966)
- Echinopsis thionantha subsp. ferrarii (Rausch) M.Lowry (2002)
- Lobivia thionantha var. ferrarii (Rausch) Rausch (1985-1986 publ. 1987)
- Lobivia thionantha var. munita Rausch (1985-1986 publ. 1987)
- Lobivia thionantha var. variiflora (Backeb.) Rausch (1985-1986 publ. 1987)

## Usos
Se cultiva principalmente como planta ornamental y se propaga mediante semillas, las cuales germinan en 7-14 días a 21-27 °C.